# Németi (családnév)
A Németi, Némethi vagy Némethy régi magyar családnév, amely származási helyre utalhat: Hidasnémeti és Tornyosnémeti (Borsod-Abaúj-Zemplén vármegye), Németi (Szalánta része, Baranya vármegye), Sopronnémeti (Győr-Moson-Sopron vármegye), Alsó és Felsőnémeti (Szlovákia, korábban Ung vármegye), Garamnémeti (Szlovákia, korábban Bars vármegye), Hontnémeti (Szlovákia, korábban Hont vármegye), Marosnémeti (Románia, korábban Hunyad vármegye), Szamosújvárnémeti (Románia, korábban Szolnok-Doboka vármegye) Szatmárnémeti (Románia, korábban Szatmár vármegye). 17 vármegyében összesen 21 Németi nevű település volt.

## Híres Németi nevű személyek
Némethi
- Némethi Kálmán (1855–1920) író, publicista, a vegetáriánus életmód egyik első hazai propagátora
- Némethi Ferenc (?–1565) főnemes, költő, zsoltáríró, Tokaj várkapitánya

Némethy
- Némethy Attila (1956) zongoraművész, tanár, zenei szerkesztő
- Némethy Ella (1891–1961) dalművésznő
- Némethy Ferenc (1926–2003) Jászai Mari-díjas színész
- Némethy Gergely (?–1612) hajdúkapitány, Bocskai István tanácsosa, a Bocskai-szabadságharc egyik fontos alakja
- Némethy Géza (1865–1937) klasszika-filológus, irodalomtörténész, műfordító, költő, MTA-tag
- Némethy Katalin (1933–2013) pedagógus, matematikus
- Némethy Lajos (1840–1917) plébános, könyvtáros